# Ronald Agénor
Ronald Agénor (Rabat, 13 de noviembre de 1964) es un exjugador de tenis haitiano nacionalizado estadounidense. En su carrera conquistó 3 torneos ATP y su mejor posición en el ranking de individuales fue 22º en mayo de 1989 y en dobles fue 111.º en julio de 1986.

## Títulos ATP (3; 3+0)

### Individual (3)
| Leyenda                         |
| Grand Slam (0)                  |
| ATP Wourld Tour Finals (0)      |
| ATP Masters 1000 World Tour (0) |
| ATP World Tour 500 series (0)   |
| ATP World Tour 250 series (3)   |

| N.º | Fecha                | Torneo | Superficie    | Oponente en la final | Resultado     |
| --- | -------------------- | ------ | ------------- | -------------------- | ------------- |
| 1.  | 10 de abril de 1989  | Atenas | Tierra batida | Kent Carlsson        | 6-3, 6-4      |
| 2.  | 18 de junio de 1990  | Génova | Tierra batida | Tarik Benhabiles     | 3-6, 6-4, 6-3 |
| 3.  | 8 de octubre de 1990 | Berlín | Moqueta       | Aleksandr Vólkov     | 4-6, 6-4, 7-6 |

#### Finalista (5)
| N.º | Fecha                | Torneo  | Superficie    | Oponente en la final | Resultado     |
| --- | -------------------- | ------- | ------------- | -------------------- | ------------- |
| 1.  | 6 de julio de 1987   | Gstaad  | Tierra batida | Emilio Sánchez       | 2-6, 6-3, 6-7 |
| 2.  | 13 de julio de 1987  | Burdeos | Tierra batida | Emilio Sánchez       | 7-5, 4-6, 4-6 |
| 3.  | 5 de octubre de 1987 | Basel   | Dura (i)      | Yannick Noah         | 6-7, 4-6, 4-6 |
| 4.  | 25 de julio de 1988  | Burdeos | Tierra batida | Thomas Muster        | 3-6, 3-6      |
| 5.  | 5 de julio de 1993   | Bastad  | Tierra batida | Horst Skoff          | 5-7, 6-1, 0-6 |

## Victorias sobre Top 10
- Agénor tiene un récord de 14-40 (26% de efectividad) contra jugadores que en el momento en que se jugó el partido se encontraban entre los 10 primeros del ranking mundial

| Temporada | 1985 | 1986 | 1988 | 1989 | 1990 | 1994 | 1995 | Total |
| Victorias | 2    | 1    | 3    | 3    | 1    | 3    | 1    | 14    |

| N.º  | Oponente       | Ranking del oponente | Torneo        | Superficie | Ronda | Resultado               | Ranking de Agénor |
| ---- | -------------- | -------------------- | ------------- | ---------- | ----- | ----------------------- | ----------------- |
| 1985 |                |                      |               |            |       |                         |                   |
| 1.   | Joakim Nyström | 9                    | Madrid        | Arcilla    | 1R    | 7-6, 3-6, 6-2           | 179               |
| 2.   | Kevin Curren   | 8                    | Colonia       | Dura (i)   | 2R    | 4-6, 7-6, 6-2           | 60                |
| 1986 |                |                      |               |            |       |                         |                   |
| 3.   | Henri Leconte  | 5                    | Conde de Godó | Arcilla    | 1R    | 6-1 ret.                | 67                |
| 1988 |                |                      |               |            |       |                         |                   |
| 4.   | Mats Wilander  | 2                    | Roma          | Arcilla    | 3R    | 6-3, 7-5                | 45                |
| 5.   | Brad Gilbert   | 9                    | Stuttgart     | Arcilla    | 3R    | 2-6, 6-3, 6-4           | 32                |
| 6.   | Yannick Noah   | 9                    | Burdeos       | Arcilla    | CF    | 4-6, 6-2, 6-3           | 31                |
| 1989 |                |                      |               |            |       |                         |                   |
| 7.   | Kent Carlsson  | 7                    | Atenas        | Arcilla    | F     | 6-3, 6-4                | 26                |
| 8.   | Tim Mayotte    | 9                    | Roland Garros | Arcilla    | 2R    | 3-6, 7-5, 5-7, 7-5, 6-2 | 30                |
| 9.   | Andre Agassi   | 5                    | Tokio         | Moqueta    | 2R    | 6-0, 6-3                | 40                |
| 1990 |                |                      |               |            |       |                         |                   |
| 10.  | Andrés Gómez   | 4                    | Gstaad        | Arcilla    | 2R    | 1-6, 7-5, 6-3           | 45                |
| 1994 |                |                      |               |            |       |                         |                   |
| 11.  | Michael Stich  | 2                    | Doha          | Dura       | 2R    | 5-7, 6-4, 6-4           | 58                |
| 12.  | Michael Stich  | 2                    | Milán         | Moqueta    | 2R    | 6-2, 6-7, 6-3           | 55                |
| 13.  | Andri Medvédev | 7                    | Conde de Godó | Arcilla    | 2R    | 6-7, 6-3, 6-3           | 41                |
| 1995 |                |                      |               |            |       |                         |                   |
| 14.  | Wayne Ferreira | 10                   | Burdeos       | Dura       | 2R    | 6-3, 5-7, 6-1           | 193               |

## Clasificación histórica
| Torneo                      | 1984                                                  | 1985                                                  | 1986                                                  | 1987                                                  | 1988                                                  | 1989                                                  | 1990 | 1991 | 1992  | 1993 | 1994 | 1995  | 1996  | 1997  | 1998  | 1999 | 2000  | 2001  | Títulos | G–P   | Porcentaje |
| --------------------------- | ----------------------------------------------------- | ----------------------------------------------------- | ----------------------------------------------------- | ----------------------------------------------------- | ----------------------------------------------------- | ----------------------------------------------------- | ---- | ---- | ----- | ---- | ---- | ----- | ----- | ----- | ----- | ---- | ----- | ----- | ------- | ----- | ---------- |
| Torneos de Grand Slam       |                                                       |                                                       |                                                       |                                                       |                                                       |                                                       |      |      |       |      |      |       |       |       |       |      |       |       |         |       |            |
| Abierto de Australia        | A                                                     | A                                                     | A                                                     | A                                                     | A                                                     | A                                                     | 2R   | A    | A     | 1R   | A    | 1R    | A     | A     | A     | A    | 1R    | A     | 0 / 4   | 1-4   | 20%        |
| Roland Garros               | A                                                     | 1R                                                    | 1R                                                    | 1R                                                    | 4R                                                    | CF                                                    | 1R   | 2R   | 1R    | 1R   | 3R   | A     | A     | A     | A     | A    | 2R    | A     | 0 / 11  | 11-11 | 50%        |
| Wimbledon                   | A                                                     | A                                                     | 1R                                                    | A                                                     | A                                                     | 2R                                                    | A    | A    | A     | 2R   | 1R   | A     | A     | A     | A     | A    | 1R    | A     | 0 / 5   | 2-5   | 29%        |
| Abierto de Estados Unidos   | A                                                     | 1R                                                    | 1R                                                    | 2R                                                    | 4R                                                    | 3R                                                    | 1R   | 1R   | A     | 2R   | 2R   | A     | A     | A     | A     | A    | A     | A     | 0 / 9   | 8-9   | 47%        |
| Ganado-Perdido              | 0-0                                                   | 0-2                                                   | 0-3                                                   | 1-2                                                   | 6-2                                                   | 7-3                                                   | 1-3  | 1-2  | 0-1   | 2-4  | 3-3  | 0-1   | 0-0   | 0-0   | 0-0   | 0-0  | 1-3   | 0-0   | 0 / 29  | 22-29 | 43%        |
| ATP World Tour Masters 1000 |                                                       |                                                       |                                                       |                                                       |                                                       |                                                       |      |      |       |      |      |       |       |       |       |      |       |       |         |       |            |
| Indian Wells                | These Tournaments Were Not Super 9 Events Before 1990 | These Tournaments Were Not Super 9 Events Before 1990 | These Tournaments Were Not Super 9 Events Before 1990 | These Tournaments Were Not Super 9 Events Before 1990 | These Tournaments Were Not Super 9 Events Before 1990 | These Tournaments Were Not Super 9 Events Before 1990 | 1R   | A    | A     | A    | A    | A     | A     | A     | A     | A    | A     | A     | 0 / 1   | 0-1   | 0%         |
| Miami                       | These Tournaments Were Not Super 9 Events Before 1990 | These Tournaments Were Not Super 9 Events Before 1990 | These Tournaments Were Not Super 9 Events Before 1990 | These Tournaments Were Not Super 9 Events Before 1990 | These Tournaments Were Not Super 9 Events Before 1990 | These Tournaments Were Not Super 9 Events Before 1990 | 3R   | A    | 2R    | A    | A    | A     | A     | A     | A     | 1R   | A     | A     | 0 / 3   | 2-3   | 40%        |
| Montecarlo                  | These Tournaments Were Not Super 9 Events Before 1990 | These Tournaments Were Not Super 9 Events Before 1990 | These Tournaments Were Not Super 9 Events Before 1990 | These Tournaments Were Not Super 9 Events Before 1990 | These Tournaments Were Not Super 9 Events Before 1990 | These Tournaments Were Not Super 9 Events Before 1990 | 3R   | 2R   | A     | A    | 1R   | A     | A     | A     | A     | A    | A     | A     | 0 / 3   | 3-3   | 50%        |
| Roma                        | These Tournaments Were Not Super 9 Events Before 1990 | These Tournaments Were Not Super 9 Events Before 1990 | These Tournaments Were Not Super 9 Events Before 1990 | These Tournaments Were Not Super 9 Events Before 1990 | These Tournaments Were Not Super 9 Events Before 1990 | These Tournaments Were Not Super 9 Events Before 1990 | 1R   | 1R   | 1R    | A    | 1R   | A     | A     | A     | A     | A    | A     | A     | 0 / 4   | 0-4   | 0%         |
| Hamburgo                    | These Tournaments Were Not Super 9 Events Before 1990 | These Tournaments Were Not Super 9 Events Before 1990 | These Tournaments Were Not Super 9 Events Before 1990 | These Tournaments Were Not Super 9 Events Before 1990 | These Tournaments Were Not Super 9 Events Before 1990 | These Tournaments Were Not Super 9 Events Before 1990 | 2R   | 3R   | A     | 1R   | A    | A     | A     | A     | A     | A    | A     | A     | 0 / 3   | 3-3   | 50%        |
| Canadá                      | These Tournaments Were Not Super 9 Events Before 1990 | These Tournaments Were Not Super 9 Events Before 1990 | These Tournaments Were Not Super 9 Events Before 1990 | These Tournaments Were Not Super 9 Events Before 1990 | These Tournaments Were Not Super 9 Events Before 1990 | These Tournaments Were Not Super 9 Events Before 1990 | A    | A    | A     | 1R   | 1R   | A     | A     | A     | A     | A    | A     | 1R    | 0 / 3   | 0-3   | 0%         |
| Cincinnati                  | These Tournaments Were Not Super 9 Events Before 1990 | These Tournaments Were Not Super 9 Events Before 1990 | These Tournaments Were Not Super 9 Events Before 1990 | These Tournaments Were Not Super 9 Events Before 1990 | These Tournaments Were Not Super 9 Events Before 1990 | These Tournaments Were Not Super 9 Events Before 1990 | A    | 1R   | A     | A    | A    | A     | A     | A     | A     | A    | A     | A     | 0 / 1   | 0-1   | 0%         |
| París                       | These Tournaments Were Not Super 9 Events Before 1990 | These Tournaments Were Not Super 9 Events Before 1990 | These Tournaments Were Not Super 9 Events Before 1990 | These Tournaments Were Not Super 9 Events Before 1990 | These Tournaments Were Not Super 9 Events Before 1990 | These Tournaments Were Not Super 9 Events Before 1990 | 2R   | 1R   | A     | A    | A    | A     | A     | A     | A     | A    | A     | A     | 0 / 2   | 1-2   | 33%        |
| Estocolmo                   | These Tournaments Were Not Super 9 Events Before 1990 | These Tournaments Were Not Super 9 Events Before 1990 | These Tournaments Were Not Super 9 Events Before 1990 | These Tournaments Were Not Super 9 Events Before 1990 | These Tournaments Were Not Super 9 Events Before 1990 | These Tournaments Were Not Super 9 Events Before 1990 | A    | 2R   | A     | A    | A    | A     | A     | A     | A     | A    | A     | A     | 0 / 1   | 1-1   | 50%        |
| Ganado-Perdido              | These Tournaments Were Not Super 9 Events Before 1990 | These Tournaments Were Not Super 9 Events Before 1990 | These Tournaments Were Not Super 9 Events Before 1990 | These Tournaments Were Not Super 9 Events Before 1990 | These Tournaments Were Not Super 9 Events Before 1990 | These Tournaments Were Not Super 9 Events Before 1990 | 5-6  | 4-6  | 1-2   | 0-2  | 0-3  | 0-0   | 0-0   | 0-0   | 0-0   | 0-1  | 0-0   | 0-1   | 0 / 21  | 10-21 | 32%        |
| Ranking                     | 418.°                                                 | 49.°                                                  | 74.°                                                  | 44.°                                                  | 28.°                                                  | 37.°                                                  | 29.° | 74.° | 132.° | 58.° | 71.° | 146.° | 326.° | 511.° | 237.° | 96.° | 137.° | 188.° | -       | -     | -          |

## Ranking ATP al finalizar cada temporada
| Año                     | 1984 | 1985 | 1986 | 1987 | 1988 | 1989 | 1990 | 1991 | 1992 | 1993 | 1994 | 1995 | 1996 | 1997 | 1998 | 1999 | 2000 | 2001 |
| Ranking en individuales | 418  | 49   | 74   | 44   | 28   | 37   | 29   | 74   | 132  | 58   | 71   | 146  | 326  | 511  | 237  | 96   | 137  | 188  |